# Kultali
Kultali är en ort i Indien.   Den ligger i distriktet South 24 Paraganas och delstaten Västbengalen, i den östra delen av landet, 1 300 km sydost om huvudstaden New Delhi. Kultali ligger 4 meter över havet och antalet invånare är 187 942.
Terrängen runt Kultali är mycket platt.  Trakten runt Kultali är nära nog obefolkad, med mindre än två invånare per kvadratkilometer. Kultali är det största samhället i trakten. Trakten runt Kultali består till största delen av jordbruksmark.